# Světový pohár v biatlonu 2022/2023 – Annecy
3. podnik Světového poháru v biatlonu v sezóně 2022/2023 probíhal od 15. do 18. prosince 2022 ve francouzském Annecy. Na programu podniku byly závody ve sprintech, stíhací závody a závody s hromadným startem.
V Annecy se jezdí světový pohár v biatlonu obvykle každé dva roky. Naposledy se zde závodilo v prosinci 2021.

## Program závodů
Oficiální program: 
| Datum        | Disciplína                       | Začátek (SEČ) | Počet závodníků |
| ------------ | -------------------------------- | ------------- | --------------- |
| 15. prosince | Sprint (muži)                    | 14:10         | 100             |
| 16. prosince | Sprint (ženy)                    | 14:15         | 95              |
| 17. prosince | Stíhací závod (muži)             | 12:10         | 59              |
| 17. prosince | Stíhací závod (ženy)             | 14:15         | 60              |
| 18. prosince | Závod s hromadným startem (muži) | 12:10         | 30              |
| 18. prosince | Závod s hromadným startem (ženy) | 14:15         | 30              |

## Průběh závodů

### Sprinty
Do závodu mužů nastoupili jen čtyři čeští reprezentanti, protože Mikuláš Karlík byl podle výsledků z minulých dvou závodů nominován do nižšího okruhu soutěží – IBU Cupu. 

Z českých biatlonistů startoval Michal Krčmář mezi prvními. Zastřihl obě položky čistě v cíli se držel na průběžně prvním místě. Brzy jej však předstihl o 0,3 vteřiny Rus reprezentující Jižní Koreu Timofej Lapšin. Po první střelbě se dostal do čela Nor Johannes Thingnes Bø, který běžel nejrychleji ze všech. Do cíle dojel s více než 50vteřinovým náskokem. Ten se sice snížil, když dokončil závod Němec Benedikt Doll, který nakonec skončil třetí, a další Nor Sturla Holm Laegreid (v cíli druhý). Přesto Bø zvítězil stejně jako v předcházejících čtyřech individuálních závodech. Krčmář skončil šestý, což byl jeho nejlepší výkon od stíhacího závodu ve švédském Östersundu v roce 2022. „Pocitově je to zatím nejlepší závod, konečně se mi podařily dvě nuly,“ komentoval to po závodě.

Z dalších Čechů byl nejlepší Tomáš Mikyska. Střílel také čistě a navíc velmi rychle. V rychlosti běhu byl však podprůměrný, což dohromady stačilo jen na 30. místo v cíli. Jakub Štvrtecký udělal na střelnici celkem tři chyby a skončil na 41. pozici, těsně za bodovaným umístěním. Do stíhacího závodu se neprobojoval Jonáš Mareček, který se dvěma omyly na střelnici dojel na 62. místě.
Ve sprintu žen dojela do cíle jako první Němka Denise Herrmannová-Wicková, která udělala jednu chybu pře střelbě vleže, ale běžela nejrychleji ze všech. Ve třetině startovního pole pak jely dvě Švédky: 27letá Anna Magnussonová střílela čistě a jela velmi rychle: do cíle dojela o čtvrt minuty před Němkou. Její zkušenější kolegyně Linn Perssonová nezasáhla jeden terč při druhé střelbě a dojela druhá. Premiérové vítězství Magnussonové ve světovém poháru nebylo jediným překvapením tohoto sprintu: na čtvrtém místě dojela Sophie Chauveauová startující teprve v pátém individuálním závodě na této úrovni. Naopak vedoucí žena světového poháru Julia Simonová dojela po dvou nezasažených terčích na 15. místě, přesto udržela po chybách další favoritek žlutý trikot.

Z českých reprezentantek, které nastoupily pouze ve čtyřech, udělala Markéta Davidová jednu chybu při střelbě vstoje. Navíc běžela pomaleji než v předchozích závodech a skončila na 16. místě. Do stíhacího závodu postoupila už jen Jessica Jislová, která střílela bezchybně, ale jela pomaleji a dojela na 26. pozici. Lucie Charvátová se čtyřmi nezasaženými terči skončila na 67. místě a Eliška Václavíková s dvěma pak 11 pozic za ní.

### Stíhací závody
Před závodem mužů trať zledovatěla, a proto byl start o 15 minut posunut, aby měli pořadatelé více času na její úpravu. Přesto podmínky na trati výrazně komplikovaly závod převážně biatlonistům používající lyže značky Fischer. Jedním z nich byl vítěz předchozích pěti individuálních závodů Johannes Thingnes Bø, který několikrát během závodu podklouzl a v roli tradičně nejrychlejšího běžce dosáhl tentokrát až 27. běžeckého času. Po první střelbě se před něj dostal jeho krajan Sturla Holm Laegreid, který zasáhl všechny terče. Po třetí střelbě přepustil vedení dalšímu Norovi Vetle Sjåstadu Christiansenovi. Ten však při poslední střelbě dvakrát chyboval, a tak se Laegreid dostal s náskokem do čela a zvítězil – poprvé v probíhající sezoně a podesáté v kariéře. Bø sice odjížděl do posledního kola na druhém pozici, ale nakonec obsadil až třetí místo v cíli, když jej Christiansen brzy předjel.

Michal Krčmář se zpočátku udržoval kolem šestého místa, ale při druhé, třetí a čtvrté střelbě udělal vždy po jedné chybě a nakonec dojel na 11. místě. Tomáš Mikyska skončil také se třemi nezasaženými terči 36.; Jakub Štvrtecký se čtyřmi střeleckými omyly pak o 11 pozic za ním.
V stíhacím závodě žen se měnilo pořadí na čele téměř po každé střelbě. Vítězka sprintu Anna Magnussonová udělala při první střelecké položce chybu a do vedení se dostala Švédka Elvira Öbergová. Tu po druhé střelbě předstihla v žluto-červeném dresu jedoucí Francouzka Julia Simonová, které však při první střelbě vstoje nezasáhla jeden terč. Do čela se tak dostala opět Öbergová, která jako jediná neudělala v celém závodě ani jednu střeleckou chybu a s náskokem zvítězila, čímž navázala na vítězství ze stejné disciplíny a stejného místa z předchozího ročníku. Italka Lisa Vittozziová se postupně propracovávala dopředu a po poslední střelbě se probojovala na druhé místo, na kterém také dojela do cíle. Třetí skončila Simonová, která si tímto místem udržela žlutý dres vedoucí závodnice světového poháru.

Z českých biatlonistek jela nejlépe Jessica Jislová, která střílela čistě a posouvala se průběžným pořadím dopředu. Nezasáhla až poslední, dvacátý terč a odjížděla do posledního kola na 15. místě. V něm předjela ještě Rakušanku Lisu Hauserovou a dojela čtrnáctá, což jí zaručilo účast v nedělním závodě s hromadným startem. Markéta Davidová udělala po jedné chybě při první a třetí střelbě a i vinou pomalejšího běhu klesla na 26. místo.

### Závody s hromadným startem
Závod mužů se jel za mnohem lepších podmínek na trati než v sobotu a na střelnici bylo téměř bezvětří. Při první a druhé střelbě proto polovina závodníků nechybovala. V čele běželi čtyři Norové: Sturla Holm Laegreid, Vetle Sjåstad Christiansen, Johannes Thingnes Bø a Johannes Dale. Při třetí střelbě naopak prakticky všichni z první poloviny startovního pole nezasáhli aspoň jeden terč. Přesto stále vedla čtveřice Norů, v níž pouze Daleho nahradil Filip Fjeld Andersen. Na poslední střelbě se také hodně chybovalo, a tak se do čela dostal Laegreid před bezchybně střílejícím Švýcarem Sebastianem Stadlerem a Dalem. Švýcar běžel pomalu a klesal až na konečné osmé místo, naopak Dale se v polovině kola přiblížil k Laegreidovi a brzy jej předjel. Laegreid se jej držel, v posledním stoupání se pokusil dostat zpátky na první místo, ale Dale jeho nástup odrazil a po dvou letech zvítězil v individuálním závodě světového poháru. Za Laegreidem dojel Johannes Thingnes Bø. Závod ukázal převahu Norů, když mezi prvními šesti biatlonisty v cíli jich bylo pět. Naopak se nedařilo švédské reprezentaci, když nejlepší Jesper Nelin skončil 22. a pátý nejlepší biatlonista probíhající sezóny Sebastian Samuelsson dojet na posledním místě.

Michal Krčmář udělal při první střelbě tři chyby a odjížděl jako poslední. Pak už zasáhl 14 terčů z 15 a do cíle dojel na 21. místě. 
V závodě žen naopak mnoho biatlonistek chybovalo už vleže, a proto se vedení po každé střelbě střídalo. Na poslední střeleckou položku přijížděla Francouzka Anaïs Chevalierová-Bouchetová s malým náskokem před svoji sestrou Chloé Chevalierovou. Obě však nezasáhly jeden terč, a tak se do čela dostala Rakušanka Lisa Hauserová, která svůj běh ještě zrychlila a zvítězila. V poslední části tratě pak dokázala vedoucí závodnice světového poháru Julia Simonová předjet Anaïs Chevalierovou a vybojovala stříbrnou medaili. V tomto závodě dominovaly Francouzky, které měly mezi prvními šestkou konečného hodnocení čtyři své biatlonistky.

Z českých reprezentantek jela Markéta Davidová zpočátku ve vedoucí skupině, ale při druhé střelbě dvakrát chybovala. Pak přidala ještě jednu chybu při střelbě vstoje a dojela čtrnáctá. Jessica Jislová zasáhla o jeden terč více, ale jela pomalu a skončila na 24. místě.

## Umístění na stupních vítězů

### Muži
| Disciplína                        | První místo          | Výkon             | Druhé místo                | Výkon             | Třetí místo          | Výkon             |
| Sprint (10 km)                    | Johannes Thingnes Bø | 22:52,2 (0+0)     | Sturla Holm Laegreid       | 23:09,8 (0+0)     | Benedikt Doll        | 23:21,0 (0+0)     |
| Stíhací závod (12,5 km)           | Sturla Holm Laegreid | 29:44,1 (0+0+1+0) | Vetle Sjåstad Christiansen | 30:08,7 (0+0+0+2) | Johannes Thingnes Bø | 30:19,9 (1+0+1+0) |
| Závod s hromadným startem (15 km) | Johannes Dale        | 35:02,2 (0+0+2+0) | Sturla Holm Laegreid       | 35:02,5 (0+0+1+1) | Johannes Thingnes Bø | 35:12,8 (0+0+1+2) |

### Ženy
| Disciplína                          | První místo       | Výkon             | Druhé místo      | Výkon             | Třetí místo                   | Výkon             |
| Sprint (7,5 km)                     | Anna Magnussonová | 21:04,7 (0+0)     | Linn Perssonová  | 21:17,5 (0+1)     | Denise Herrmannová-Wicková    | 21:19,9 (1+0)     |
| Stíhací závod (10 km)               | Elvira Öbergová   | 29:42,4 (0+0+0+0) | Lisa Vittozziová | 30:02,8 (0+2+0+0) | Julia Simonová                | 30:29,3 (0+0+1+2) |
| Závod s hromadným startem (12,5 km) | Lisa Hauserová    | 33:54,1 (0+0+1+0) | Julia Simonová   | 34:06,4 (0+1+1+0) | Anaïs Chevalierová-Bouchetová | 34:08,4 (0+0+0+1) |

## Pořadí zemí
| Pořadí | Země     | 1. místo | 2. místo | 3. místo | Celkově |
| ------ | -------- | -------- | -------- | -------- | ------- |
| 1.     | Norsko   | 3        | 3        | 2        | 8       |
| 2.     | Švédsko  | 2        | 1        | 0        | 3       |
| 3.     | Rakousko | 1        | 0        | 0        | 1       |
| 4.     | Francie  | 0        | 1        | 2        | 3       |
| 5.     | Itálie   | 0        | 1        | 0        | 1       |
| 6.     | Německo  | 0        | 0        | 2        | 2       |
|        | Celkem   | 6        | 6        | 6        | 18      |